# Алёхин, Алексей Петрович
Алексей Петрович Алёхин (17 мая 1930, Троицкое, Ливенский район, Орловская область — 18 мая 2018, Москва) — советский и российский юрист, специалист по административному праву, доктор юридических наук (1981), профессор (1985). Заведующий кафедрой административного и финансового права юридического факультета МГУ (1987—2018). Заслуженный профессор Московского университета (2015). Заслуженный юрист России (2000).

## Биография
Родился 17 мая 1930 года в селе Троицкое Ливенского района Орловской области.
В 1954 году окончил дневное отделение Московского юридического института, после чего поступил в аспирантуру на юридическом факультете МГУ имени Ломоносова (в том же году). В 1962 году он защитил кандидатскую диссертацию на тему «Управление железнодорожным транспортом в СССР». Работал в МГУ: занимал позицию младшего научного сотрудника, старшего научного сотрудника (1969), затем — старшего преподавателя, доцента (1973) и профессора (1985). Привлекался к разработке проекта Брежневской конституции. С период с 1966 по 1978 год он занимал пост заместителя декана юридического факультета по работе с иностранными учащимися.
В 1981 году Алёхин успешно защитил докторскую диссертацию на тему «Административно-правовой статус производственного предприятия, объединения как звена системы отраслевого управления».
С 1986 года и до своей смерти заведовал кафедрой административного права юрфака МГУ, до сентября 2006 года называвшейся «кафедрой административного и финансового права». 
Скончался 18 мая 2018 года и был похоронен на Хованском центральном кладбище.

## Работы
- «Ответственность за нарушения налогового законодательства» (соавт., 1992)
- «Разделение властей: история и современность» (соавт., 1996)
- «Административное право. Общая и Особенная части» (соавт., 1968)
- «Советское административное право» (соавт., 1973)
- «Административное право РФ» (соавт., 1994)
- «Административное право России. Основные понятия и институты» (соавт., 2004)
- «Административное право России» (соавт., 2012)
- «Управление железнодорожным транспортом в СССР» (1963)
- «Сборник задач по советскому административному праву» (соавт., 1965)
- «История юридического факультета Московского государственного университета им. М. В. Ломоносова в 3-х т. Т. 2. История развития юридических наук и их преподавания в Московском университете: 1755—2005» (соавт., 2005).